# Pitangus sulphuratus
Pitangus sulphuratus là một loài chim trong họ Tyrannidae.